# Limonen
Limonen är en cyklisk terpen med formeln C10H16. Limonen är kiral. Båda enantiomererna har välkända smaker och dofter. (R)-Limonen finns i citrusoljor och har smaken och doften av apelsiner. (S)-Limonen produceras av barrträd och kummin, dill och bergamottväxter; dess talliga doft bidrar till smakerna och dofterna av växternas ätbara delar. Limonen har varit godkänd som en säker livsmedelstillsats och smaksättare av the Food and Drug Administration sedan 1994. Vid bedömningen av föreningens toxicitet, upptäckte de att den hade "relativt låg akut toxicitet om den intas oralt". Den enda rapporterade biverkningen var risken för hudirritation efter användning av limoneninfuserade schampon, krämer och sprayer.

## Biosyntes
Limonen bildas när geranylpyrofosfat förlorar sina fosfatgrupper och blir en positivt laddad jon. Den positiva laddningen är koncentrerad i den ände där fosfatgrupperna tidigare satt och den attraheras till valenselektronerna i dubbelbindningen i andra änden vilket får hela molekylen att böja sig och bilda en cyklisk molekyl.

## Användning
Limonen används som doftämne i parfym, smink och rengöringsmedel och som smakämne i läkemedel, framför allt sådana som innehåller bittra alkaloider.